# Pseudomys patrius
Pseudomys patrius is een knaagdier uit het geslacht Pseudomys dat voorkomt in Australië. Zijn verspreidingsgebied beslaat een halve cirkel in het noordoosten van Queensland, een stuk van de kust af. Daar leeft hij in droge, rotsachtige gebieden met een vegetatie van grassen en struiken. Hij leeft in holen.
P. patrius is een kleine muis met een lang, plat hoofd en brede voortanden. De rug is geelbruin, de onderkant wit, met een geleidelijke overgang. De voeten zijn van boven lichtroze. De staart is lichtrozebruin. Er zitten niet veel haren op. De schubben zijn duidelijk zichtbaar. De kop-romplengte bedraagt 56 tot 78 mm, de staartlengte 63 tot 80 mm, de achtervoetlengte 18 mm, de oorlengte 12 mm en het gewicht 12 tot 17 gram. Vrouwtjes hebben 0+2=4 spenen.